# 保羅·史高斯
保羅·史高斯（英語：Paul Scholes，1974年11月16日—），已退役英格兰足球运动员，世界足壇英格蘭最佳巨星之一，出任中場，精於長傳及後上射門，尤其遠射更加是其必殺技。在他职业生涯中，一直都效力曼彻斯特联队，球衣號碼為18號。他初出道時，亦曾先後穿上曼聯的24號及22號球衣。2011年5月，曼联官方宣布斯科尔斯退役，半年後由於曼聯中場人手不足，曼聯央求斯科爾斯出面救火，於是在2012年1月初的曼市德比火線復出，穿上22號球衣。2013年5月11日，史高斯再度宣佈於球季結束後退役，圓滿完成救急任務。
史高斯曾经为曼联上阵共676次，是曼联有史以来上阵次数最多的球员之一（历史上排名第三），他在曼联的入球总数是153球（排名第十）。

## 職業生涯
斯科尔斯于1991年7月8日加入曼联青年队，1993年1月23日转为职业球员，史高斯成為青年軍及預備組的成員。由於出色的演出，他也成为了英格蘭18歲以下队的成員。史高斯首場聯賽上陣是在1994年9月24日對葉士域治的比赛，他在該場2-3落敗的賽事中取得兩個入球。
在2005-2006的賽季之中，斯科尔斯在歐洲聯賽冠軍盃分組賽和本菲卡的比賽中傷了眼晴，在以後的英超比賽中只能上陣2場。
2007-08赛季英超第一周比赛中，斯科尔斯攻入一球，从而超越范尼斯特鲁伊成为曼联至今为止英超入球最多的球员。
史高斯最為人熟悉的，是他的後上攻門能力，再加上其射門力度強勁，因此贏得「後上殺手」及「重炮殺手」的美譽。他出道時是一名前鋒球員，出道初期曾經與曼聯名將簡東拿並肩作戰。後來他轉型為進攻中場，與前隊長罗伊·基恩組成了當時稱霸歐洲的攻守中場組合。史高斯亦擅長中距離射門及遠射。他曾在對巴拉福特的一場聯賽賽事中，接應贝克汉姆的開出的角球，於禁區頂第一時間凌空勁射破網，這個入球亦成為當年其中一個金球。其後，史高斯負責了更多的防守工作，但亦曾於費格遜的4-4-1-1陣式下再次推前與范尼斯特鲁伊組成雙箭頭。當時他多以中路中場身份上陣，仍然在隊中扮演重要角色。
2011年5月31日宣佈退役。不料斯科爾斯退役後的曼聯遭遇傷病潮，可用球員嚴重不足，曼聯高層向斯科爾斯求援，希望他短暫復出幫忙撐完其餘賽事，斯科爾斯也爽快答應救援老東家。
2012年1月8日曼联官方发布声明，宣布斯科尔斯复出，同日在英格蘭足總盃作客曼城的賽事中後備上陣。
2013年5月12日二度宣佈退役，正式掛靴離開綠茵場。

## 國家隊生涯
1997年，斯科尔斯在英格兰对阵南非的热身赛中上演了国家队的处子秀。自1998年開始，史高斯慢慢取代加斯居尼成為英格蘭國家隊的中場重心，由於初初入選國家隊時擁有很高的入球率，因此曾被譽為博比·查尔顿的接班人。其後代表英格蘭國家隊在1998年世界盃中上陣，球衣號碼為16號，並於該項賽事中打进一球。世界盃之後，他成為了球隊的長期正選及8號球衣的必然主人。2000年歐洲國家盃及2002年世界盃均為英格蘭的正選攻擊中場，之後在2004年歐洲國家盃，他與謝拉特、贝克汉姆及林柏特組成了一條攻力十足的中場線，而史高斯亦於分組賽對克羅地亞的賽事中射入他國家隊生涯中最後一個入球，助球隊以4:2勝出。
史高斯於2004年尾从英格兰国家队退役，但仍继续為曼联效力，最後在2013年宣布退休，從曼聯退役。

## 榮譽
曼聯
- 英超联赛 冠軍（11）：1995/96年、1996/97年、1998/99年、1999/00年、2000/01年、2002/03年、2006/07年、2007/08年、2008/09年、2010/11年、2012/13年；
- 足總杯 冠軍（3）：1996年、1999年、2004年；
- 聯賽杯 冠軍（2）：2008/09年、2009/10年；
- 社區盾 冠軍（6）：1994年、1996年、1997年、2003年、2007年、2008年；
- 歐洲聯賽冠軍盃 冠軍（2）：1999年、2008年；
- 洲際盃 冠軍（1）：1999年；
- 世界冠軍球會盃 冠軍（1）：2008年；

### 個人
- 柏克萊每月最佳球員：2006年10月

## 外部連結
- 足球数据库：保羅·史高斯的球员统计数据